# 霊幻道士2 キョンシーの息子たち!
『霊幻道士2 キョンシーの息子たち!』（れいげんどうし2 キョンシーのむすこたち、原題：殭屍先生續集之殭屍家族、英題：Mr.Vampire II）は、1986年公開の香港映画。20世紀末香港を舞台にしたチャイニーズアクションホラーコメディ。霊幻道士シリーズと呼ばれる一連の作品の2作目。日本での公開は1986年12月20日。

## ストーリー
墓荒らしの3人は洞窟で親子3体のキョンシーを発見する。何も知らない彼らは3体ともアジトに持ち帰り、取引のためサンプルとして子供のキョンシーを車で運ぶ最中、額のお札を剥がしてしまい逃がしてしまう。一方、アジトに残された助手の一人も親キョンシーのお札を剥がしてしまう。

## 登場人物
ラム・チェンイン（林正英）
出演：ラム・チェンイン　日本語版吹き替え：青野武
漢方医。陰府魔道にて悪霊退治をしたサモ・ハンの子孫。　
チー（阿芝）
出演：ムーン・リー　日本語版吹き替え：佐々木るん
ラムの娘。
ヤン（夏友仁）
出演：ユン・ピョウ　日本語版吹き替え：古谷徹
チーの恋人で記者。ラムの店を継ぐ気がないためチーとの結婚を許してもらえない。
カク教授（郭敦煌教授）
出演：チャン・ファット　日本語版吹き替え：阪脩
墓荒らし。3体のキョンシーを発見する。
ケイ（奕豬膽）
出演：ビリー・ラウ　日本語版吹き替え：竹村拓
教授の助手。教授と3体のキョンシーを発見する。
トウ（生番）
出演：ラウ・チャウサン　日本語版吹き替え：中尾隆聖
教授の助手。教授と3体のキョンシーを発見する。ゲテモノ好き。
ガガ（胡嘉嘉）
出演：ホン・シイユー　日本語版吹き替え：渡辺菜生子
ベビー・キョンシーと友達になる女の子。　
ガガの兄
出演：ツァイ・ムンカム　日本語版吹き替え：鈴木富子
ベビー・キョンシーと友達になる。　
フー（胡先生）
出演：ウー・フォン　日本語版吹き替え：納谷六朗
ガガの父親。
警部（交通警察）
出演：ジェームス・ティエン　日本語版吹き替え：安田隆
ラムたちのキョンシー退治に協力する。
ベビー・キョンシー（小殭屍）
出演：ホー・キンウェイ　
ガガと友達になり「OK君」というニックネームをつけられる。念動力を持つ。　
キョンシー（男殭屍）
出演：チェン・ウインチュン　
ベビー・キョンシーの父親。　
キョンシー（女殭屍）
出演：ウォン・ヨォクワン　
ベビー・キョンシーの母親。

## スタッフ
- 原案：ウィリアム・ウォン
- 監督：リッキー・ラウ
- 製作総指揮：レナード・ホウ
- 製作：サモ・ハン・キンポー
- 脚本：バリー・ウォン（黄炳耀）[注釈 1]
- 音楽：アンダース・ネルソン
- 撮影：アンドリュー・ラウ、ツィン・ウェイケイ、ピーター・ゴー、アーサー・ウォン
- 美術:ハニー・ラム
- SFX総指揮：チェン・チャプハン
- 武術指導：サモ・ハンズ・スタントマン・チーム

## 作品解説
『霊幻道士』の続編で制作費は前作の2倍。
前作と違い本作は子供をターゲットに製作された。ベビー・キョンシー役はオーディションで1200人の候補者の中から選ばれたホー・キンウェイが演じている｡ベビー・キョンシーのメイクはかわいく見せるためにパンダを参考にしたとのこと。

## 用語
用語については、霊幻道士#用語を参照。